# Воронінський ВТТ
Воронінський ВТТ (рос. ВОРОНИНСКИЙ ИТЛ, Воронинлаг, Воронинское ЛО) — підрозділ, що діяв в системі виправно-трудових установ СРСР в Томську.
Організований 14.05.53 (перейменований з БУДІВНИЦТВА 601 І ВТТ);

діючий на 01.01.60.

24.06.59 ВТТ був реорганізований в Воронінське табірне відділення (ЛО).

## Підпорядкування
- ГУЛАГ МЮ з 14.05.53;
- ГУЛАГ МВС з 28.01.54 ;
- Головпромбуд з 03.02.55;
- ГУЛАГ МВС не пізніше 01.08.55

## Виконувані роботи
- будівництво заводів «И-1», «И-2»
- будівництво Хімічного заводу, Томського інженерно-будівельного інституту,
- будівництво 2-х цегельних і силікатних заводів, житлове будівництво,
- робота на ДОКу, видобуток нерудних будівельних матеріалів,
- будівництво корпусу для Томського кабельного заводу на договірних умовах, завод ЗБК,
- підсобні с/г роботи

## Чисельність з/к
- 15.05.53 — 16 702;
- 01.10.53 — 12 220 (2360 жінок);
- 01.01.54 — 10 904,
- 01.01.55 — 11 1022,
- 01.01.56 — 9307,
- 01.01.57 — 8909,
- 01.01.58 — 6884,
- 01.01.59 — 6197;
- 01.01.60 — 3174